# Noteć
El riu Noteć (en polonès: Noteć) és un riu de Polònia central, afluent del Varta. A la dreta té els afluents Łobżonka, Küddow i Drage, i a l'esquerra Panna, Gąsawka, Kcyninka i Gulczanka.
Surt del Voivodat de Cuiàvia i Pomerània pel de Gran Polònia i el de Lubusz, i desemboca prop de Gorzów Wielkopolski, al riu Varta.
Entre les ciutats recorregudes pel Noteć es troben: Kruszwica, Pakość, Barcin, Łabiszyn, Nakło nad Notecią, Ujście, Czarnków, Wieleń i Drezdenko.